# Réserve de biosphère de Moselle-Sud
La réserve de biosphère de Moselle-Sud est une réserve de biosphère située en France, dans le département de la Moselle (région Grand Est), reconnue par l'Unesco depuis le 15 septembre 2021 dans le cadre du programme sur l'homme et la biosphère. Elle est portée par le pôle d’équilibre territorial et rural du pays de Sarrebourg.

## Histoire
Initiée en 2016, la demande de reconnaissance par l'Unesco de la réserve est l'aboutissement de cinq années de mobilisation de la part des acteurs locaux. Elle est la seconde réserve de biosphère de la région Grand Est à avoir été désignée après celle des Vosges du Nord en 1989.

## Géographie
En 2021, la réserve de biosphère regroupe 138 communes pour 76 609 habitants, réparties de la manière suivante :
- 76 communes de la communauté de communes de Sarrebourg – Moselle-Sud (dont 13 sont signataires de la charte du parc naturel régional de Lorraine) ;
- 26 communes de la communauté de communes du pays de Phalsbourg ;
- 36 communes de la communauté de communes du Saulnois (dont 34 signataires de la charte du parc naturel régional de Lorraine et situées en dehors du pays de Sarrebourg).

L'aire centrale est constituée du pays des étangs avec l'étang de Lindre (classé site Ramsar et Natura 2000), la réserve biologique dirigée du Grossmann et des aires protégées par arrêtés préfectoraux de protection de biotope, la zone tampon comprend la partie est du parc naturel régional de Lorraine et six zones Natura 2000.

## Biodiversité
Environ 3% de la réserve est protégée pour sa biodiversité. La réserve contient plus de 200 espèces d'oiseaux, 14 espèces de chauve-souris et est composée à 50% de forêts (environ 50 000 ha).

## Activités humaines
Une partie des étangs de la réserve est utilisée pour la pisciculture.

## Objectifs
Les objectifs de la réserve de biosphère concernent principalement l'agriculture, l'éducation et le tourisme durable. 

## Galerie

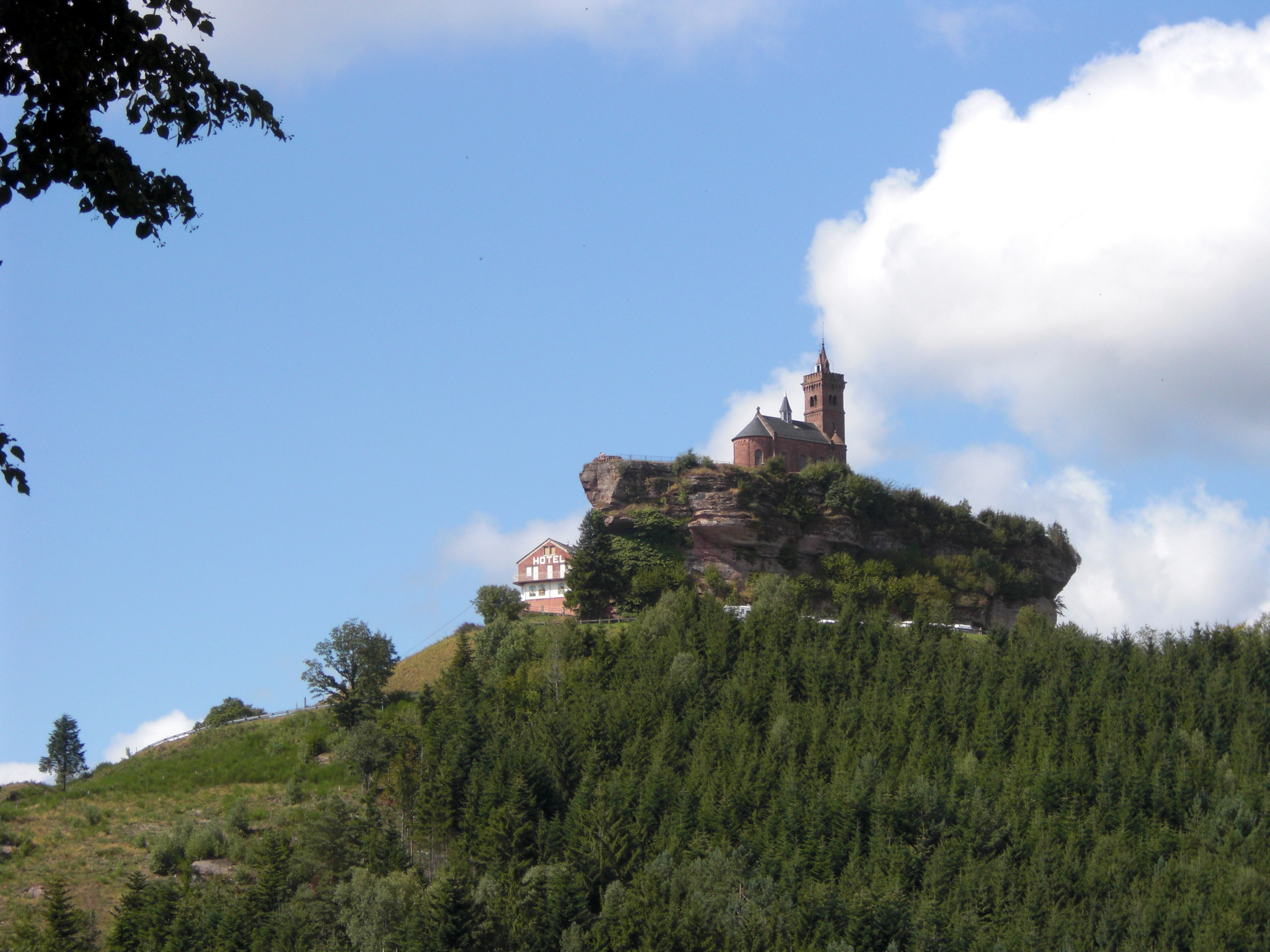
Le rocher de Dabo
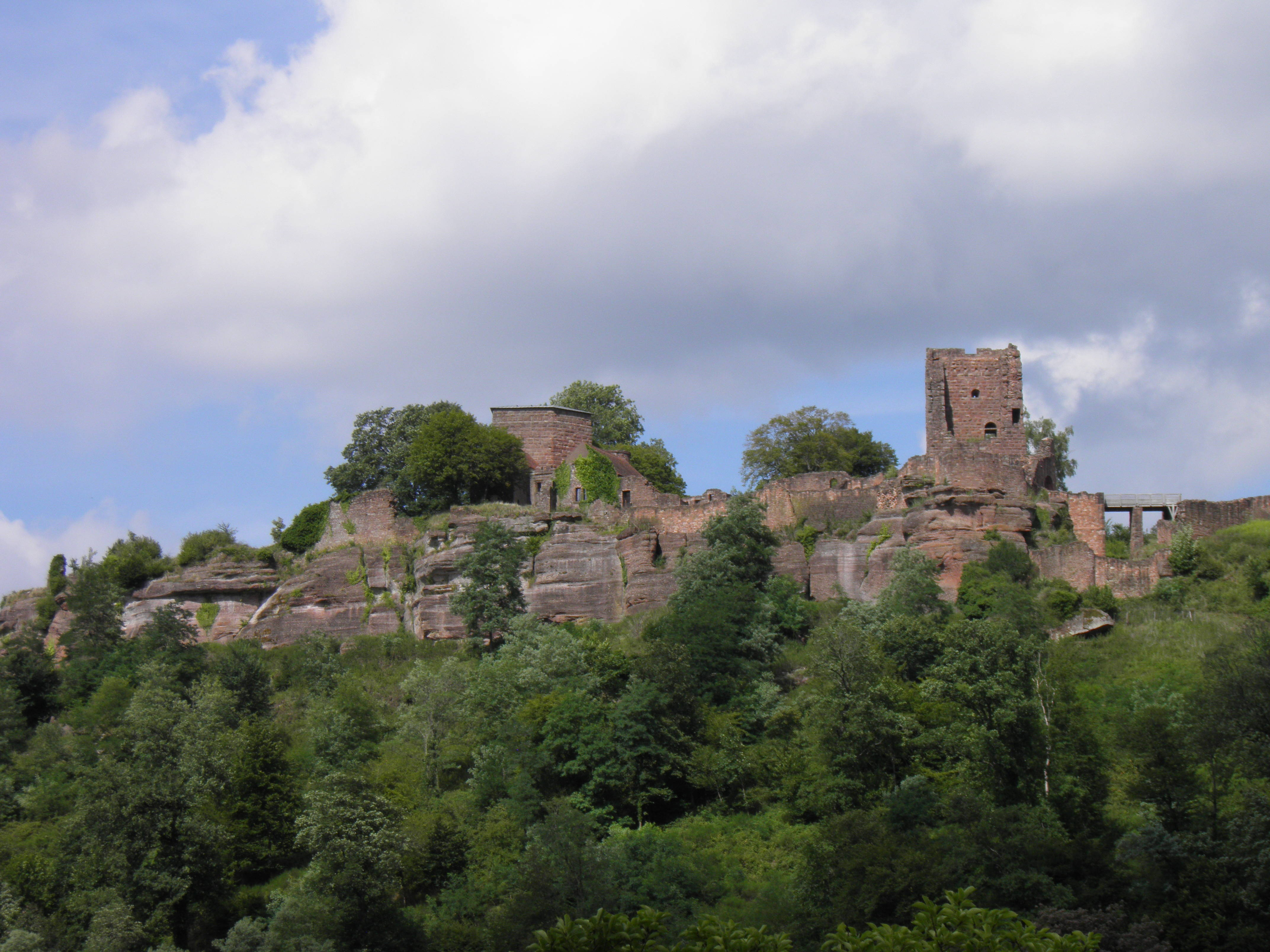
Le château de Lutzelbourg
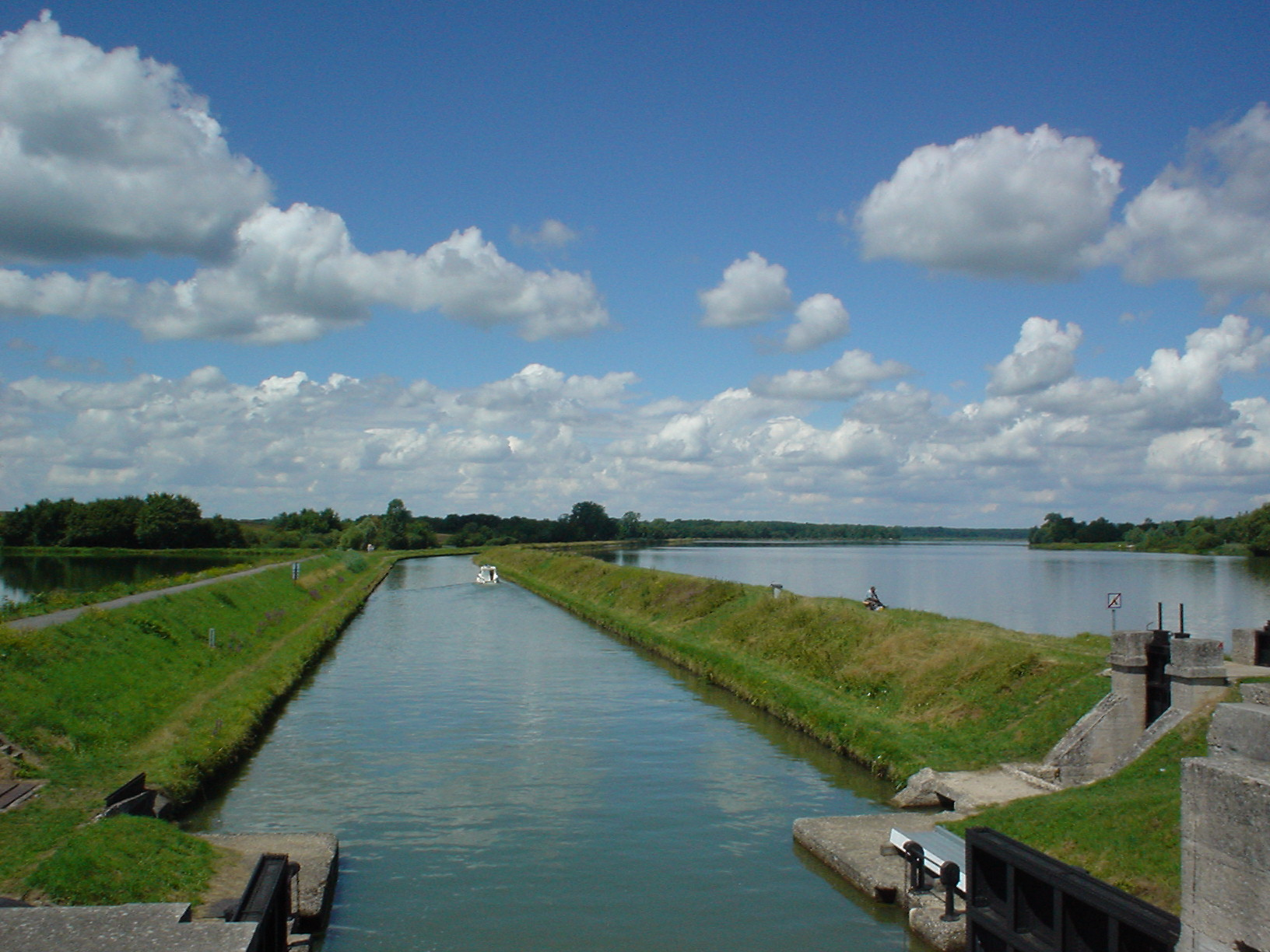
L'étang de Gondrexange
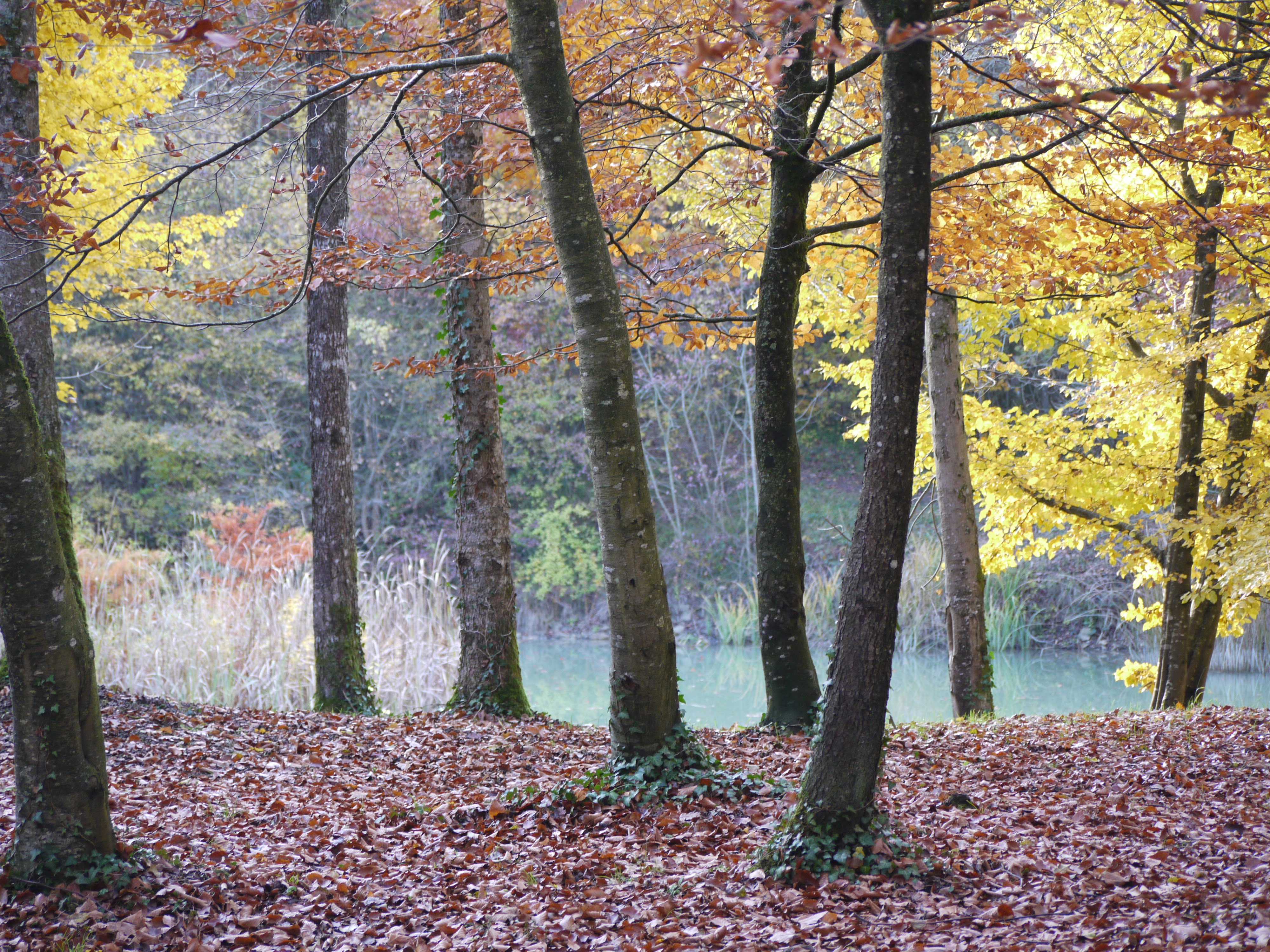
Le parc naturel régional de Lorraine